# アサシン クリード III レディ リバティ
『アサシン クリード III レディ リバティ』（アサシン クリード スリー レディ リバティ、英: Assassin's Creed III: Liberation）は、北米において2012年10月30日、EUにおいて2012年10月31日、日本において2012年11月15日に発売されたユービーアイソフト開発のPlayStation Vita向けステルスゲーム。Electronic Entertainment Expo 2012のソニーカンファレンスにおいて発表された。『アサシン クリード III』（以下『III』）と同時発売でストーリーを同作と共有しており、連動要素も搭載される。
タイトルは日本語版のみ『レディ リバティ』となっている。
PS3向けに『アサシン クリードIII　レディ リバティ HD』も発売されているほか、PlayStation 4・Xbox One・Nintendo Switch向け『アサシン クリード III リマスター』にも収録されている。

## 概要
本作の舞台はフレンチ・インディアン戦争後の1765年からアメリカ独立戦争の最中である1780年までの15年間で、ニューオーリンズを中心に活躍した黒人とフランス人のハーフである女性アサシン、アヴリーン・ドゥ・グランプレが主人公となる。アブリーンは逃亡奴隷のアガットによりアサシン教団に招き入れられ、彼の指導を受けることとなる。プロットにはプラセージュやクレオールなどの人種・民族問題も関わっている。本作はシリーズの過去作と同様にアニムスを用いて先祖の記憶を辿るという設定だが、アニムスの被験体はデズモンド・マイルズではない。また本作はアブスターゴ社が、テンプル騎士団とアサシン教団の戦いにおける「グレーの部分」をアサシンの眼を通して体験してもらうために開発した商品とされる。アブリーンは本作中にコナーと出会う事となる。北米では、クリスタルホワイト版のヴィータとの同梱セット発売が決定している。

## ゲームプレイ
- 本作ではPS Vitaのタッチスクリーン、背面タッチパッド、カメラ、ジャイロスコープを活用したゲームプレイが用意されている。これには、チェーン・キルシステムやスリのシステムが含まれる[9]。
- 本作を『アサシン クリード III』と連動させることで、コナーのトマホーク、コナーを操作する限定ミッション、マルチプレイのキャラクター、弾薬入れの全アップグレードが解除される[3]。
- コンソール版と同様のゲームプレイ体験を提供するため、本作では『III』と同様のAnvil Nextエンジンを使用している。また、アブリーンはコナーとは異なる彼女独自のアニメーションを多数有している[8]。
- 『III』におけるフロンティアのような役割のバイユーには、密輸業者やアリゲーターが生息している。メキシコ湾を渡ってメキシコにも入ることができる。
- 本作そのものは「アブスターゴ社のエンターテイメント部門がリリースした一般公開用アニムス」として設定された為か、アニムスデータベースの人物紹介はアサシン批判的な文章となっており、一部のイベントシーンはそれぞれ改竄版と真実版が用意されている（ある条件を満たすと真実版が見られる）

## 登場人物
公式サイトより。
アヴリーン・ドゥ・グランプレ
声 - 甲斐田裕子
本作の主人公。フランス人商人の父とアフリカ人の母のあいだに産まれた女性。特権と格差の社会の中で育った彼女は、奴隷制度を憎むようになる。1759年、逃亡奴隷のアガットに導かれアサシン教団に入団した。
アガット
声 - 小山力也
元奴隷。牢獄から脱獄してアサシン教団の導師となった。アヴリーンをアサシン教団に引き入れた人物。
コナー
声 - 浪川大輔
『アサシン クリード III』の主人公。本作でも登場する。
ジェラール・プラン
声 - 加瀬康之
アヴリーンの父のもとで働く青年。彼もアサシンであり、情報収集や分析能力に長けている。アヴリーンとともに任務を遂行する。
フィリップ・オリヴィエ・ド・グランプレ
声 - 谷口節
フランスの商人でありアヴリーンの父。ジャンヌという奴隷を買い取り、二人の間にアヴリーンが産まれる。
マドレーヌ・ド・リスル
声 - 小山茉美
ジャンヌが失踪したあとアヴリーンを育てた。